# Chirag United Club Kerala
Maillots
Dernière mise à jour : 7 novembre 2011.
Le Chirag United Club Kerala (en malayalam : ചിരാഗ് യുണൈറ്റഡ് ക്ലബ് കേരള, et en hindi : चिराग यूनाइटेड क्लब केरल), plus couramment abrégé en Chirag United Club, est un club indien de football fondé en 2014 et basé dans la ville de Cochin, dans l'État du Kerala.

## Histoire
Le club accède pour la première fois de son histoire au championnat indien de 1re division, la I League à l'issue de la saison 2006-2007.
Le nom initial du club, Viva Kerala, avait été donné à la suite d'un concours.

## Palmarès
| Compétitions nationales                                                                            |
| -------------------------------------------------------------------------------------------------- |
| - Championnat d'Inde D3 (1) : - Champion : 2006. - Championnat d'Inde D2 : - Vice-champion : 2007. |

## Personnalités du club

### Présidents du club
- P. Bhaskaran

### Entraîneurs du club
- T.K. Chathunni